# بلوار ابوذر
بلوار ابوذر یکی از مناطق جنوب شرقی شهر تهران است که از خیابان پیروزی شروع شده و تا پایانه خاوران (سه راه افسریه) ادامه دارد. این ناحیه از شرق به بزرگراه بسیج (افسریه)، از غرب به بلوار نبرد محدود می‌شود. واقع در دو منطقه شهرداری چهاردهم و پانزدهم.
این بلوار، از دو طرف رودخانه ای می‌گذرد و روی این رودخانه چندین پل برای آمد و شد ماشین‌ها قرار دارد. در کل این بلوار دارای ۶ پل است که آن را به ۶ بخش تقسیم می‌کند. در سال ۱۳۸۳ بر اثر بارش‌های شدید این رودخانه طغیان کرد و تا حدود شعاع یک کیلومتری کل خیابان‌ها را آب گرفت. البته این حادثه خسارت جانی نداشت و خسارت مالی آن هم ناچیز بود.
از امکانات این ناحیه می‌توان به پارک شهربازی بسیج و بوستان‌های متعدد و از مساجد مهم این بلوار می‌توان به مسجد علی بن الحسین (ع) و مسجد جامع ابوذر اشاره کرد.
باغ گل شهید محلاتی، دانشگاه آزاد تهران جنوب، مجتمع قضایی شهید محلاتی و دادگاه خانواده از دیگر اماکن قابل توجه در بلوار ابوذر به‌شمار می‌رود.
1. ↑  «کانال جمع‌آوری آب‌های سطحی درشرق تهران احداث شد». www.irna.ir. دریافت‌شده در ۲۰۲۳-۰۶-۱۷.